# Eclissi solare del 22 maggio 2096
L'Eclissi solare del 22 maggio 2096, di tipo totale, è un evento astronomico che avrà luogo il suddetto giorno con centralità attorno alle ore 01:37 UTC.
L'eclissi avrà un'ampiezza massima di 241 chilometri e una durata di 6 minuti e 6 secondi, attraversa ampiamente il mare, ma è visibile sulla terraferma dall'Indonesia e dalle Filippine.

## Eclissi correlate

### Eclissi solari 2094 - 2098
Questa eclissi è un membro di una serie semestrale. Un'eclissi in una serie semestrale di eclissi solari si ripete approssimativamente ogni 177 giorni e 4 ore (un semestre) in nodi alternati dell'orbita della Luna.

### Ciclo di Saros 139
L'evento fa parte della serie di Saros 139, che si ripete ogni 18 anni, 11 giorni, 8 ore, comprendente 71 eventi. La serie è iniziata con l'eclissi solare parziale il 17 maggio 1501. Contiene eclissi ibride dall'11 agosto 1627 al 9 dicembre 1825 ed eclissi totali dal 21 dicembre 1843 al 26 marzo 2601. La serie termina al membro 71 con un'eclissi parziale il 3 luglio 2763. Tutte le eclissi di questa serie si verificano nel nodo ascendente della Luna. 